# Athetis perplexa
Athetis perplexa là một loài bướm đêm trong họ Noctuidae.